# Euginoma conica
Euginoma conica är en mossdjursart som beskrevs av Gordon 1986. Euginoma conica ingår i släktet Euginoma och familjen Cellariidae. Inga underarter finns listade i Catalogue of Life.